# Зотов, Рафаил Владимирович
Рафаи́л Влади́мирович Зо́тов (1848—1893) — сын Владимира Зотова, подполковник по адмиралтейству. На корвете «Боярин» совершил кругосветное путешествие.

## Биография
Окончил в 1869 году Морской корпус, путешественник, совершил кругосветное плавание; был помощником редактора, потом редактором журнала «Морской сборник».

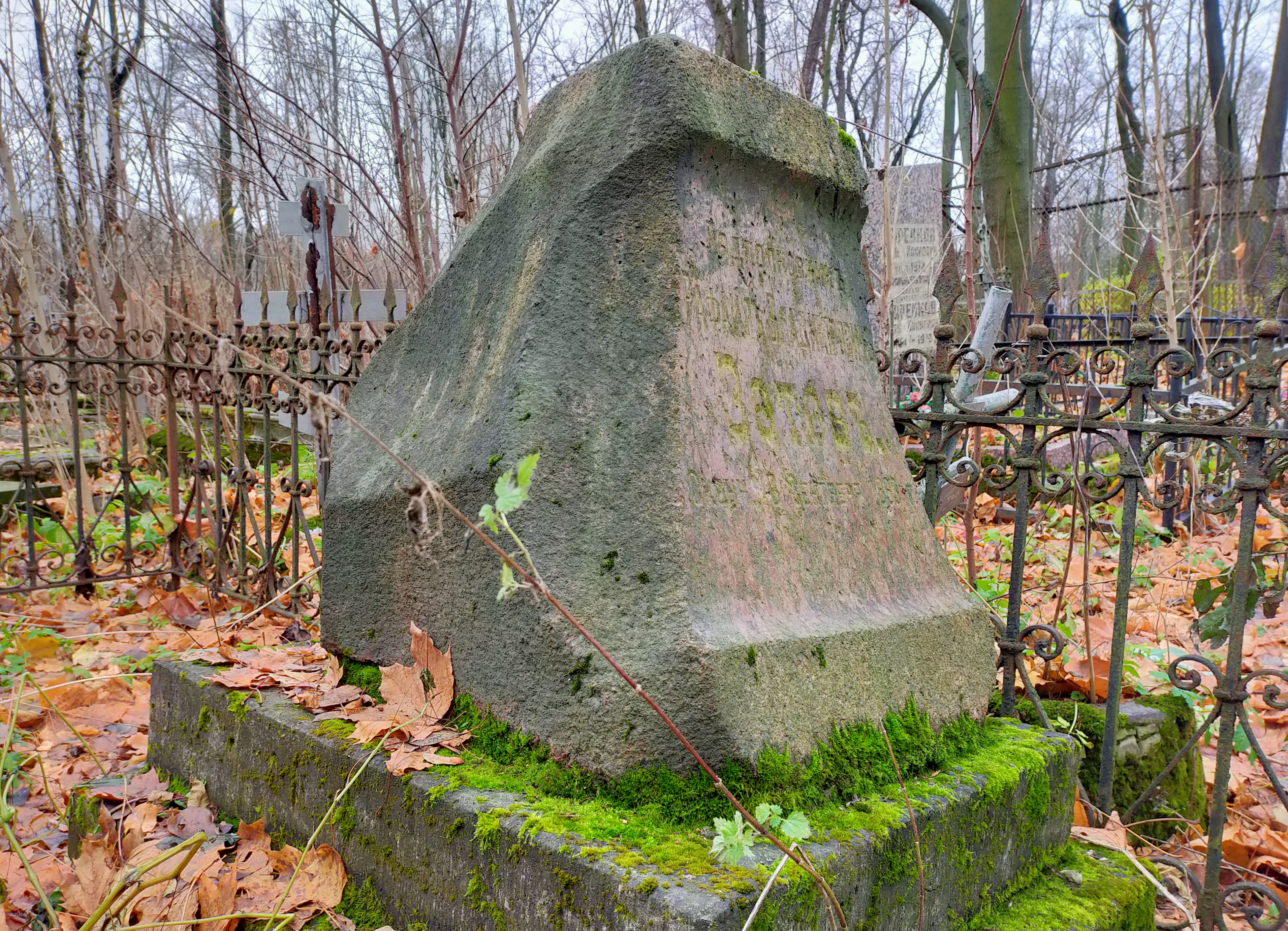
Могила Р. В. Зотова, Волковское православное кладбище

Напечатал: «О черниговских князьях и о Черниговском княжестве в татарское время», по Любецкому синодику (в журнале «Акты археограф. комиссии», 1892 год) и «Стратегические уроки морской истории» (в журнале «Морской сборник»); составил также лоцию восточных берегов Сибири, пользуясь для этого и архивными материалами.